# Закарі (Луїзіана)
Закарі (англ. Zachary) — місто (англ. city) в США, в окрузі Іст-Батон штату Луїзіана. Населення — 19 316 осіб (2020).

## Географія
Закарі розташоване за координатами 30°39′45″ пн. ш. 91°9′29″ зх. д. / 30.66250° пн. ш. 91.15806° зх. д. (30.662578, -91.158133).  За даними Бюро перепису населення США в 2010 році місто мало площу 62,07 км², з яких 61,98 км² — суходіл та 0,08 км² — водойми. В 2017 році площа становила 66,00 км², з яких 65,91 км² — суходіл та 0,09 км² — водойми.

### Клімат
| Клімат : Закарі       | Клімат : Закарі | Клімат : Закарі | Клімат : Закарі | Клімат : Закарі | Клімат : Закарі | Клімат : Закарі | Клімат : Закарі | Клімат : Закарі | Клімат : Закарі | Клімат : Закарі | Клімат : Закарі | Клімат : Закарі | Клімат : Закарі |
| Показник              | Січ.            | Лют.            | Бер.            | Квіт.           | Трав.           | Черв.           | Лип.            | Серп.           | Вер.            | Жовт.           | Лист.           | Груд.           | Рік             |
| Середній максимум, °C | 12,6            | 16,6            | 21,1            | 25,1            | 28,7            | 32,5            | 33,1            | 32,4            | 29,5            | 25,6            | 20,6            | 15,9            | 24,5            |
| Середній мінімум, °C  | 1,2             | 4,4             | 9,5             | 13,6            | 17,2            | 21,9            | 22,7            | 22,0            | 19,7            | 12,6            | 8,9             | 3,4             | 13,1            |
| Норма опадів, мм      | 147             | 135             | 124             | 130             | 140             | 152             | 132             | 145             | 122             | 124             | 107             | 135             | 1590            |
| --------------------- | --------------- | --------------- | --------------- | --------------- | --------------- | --------------- | --------------- | --------------- | --------------- | --------------- | --------------- | --------------- | --------------- |
| Джерело: Weatherbase  |                 |                 |                 |                 |                 |                 |                 |                 |                 |                 |                 |                 |                 |

## Демографія
Згідно з переписом 2010 року, у місті мешкало 14 960 осіб у 5164 домогосподарствах у складі 4067 родин. Густота населення становила 241 особа/км².  Було 5407 помешкань (87/км²).
Расовий склад населення:
| - 61,7 % — білих - 35,4 % — чорних або афроамериканців - 0,8 % — азіатів - 0,3 % — корінних американців |

До двох чи більше рас належало 1,3 %. Частка іспаномовних становила 1,5 % від усіх жителів.
За віковим діапазоном населення розподілялося таким чином: 29,6 % — особи молодші 18 років, 60,1 % — особи у віці 18—64 років, 10,3 % — особи у віці 65 років та старші. Медіана віку мешканця становила 34,6 року. На 100 осіб жіночої статі у місті припадало 89,8 чоловіків;  на 100 жінок у віці від 18 років та старших — 84,4 чоловіків також старших 18 років.
Середній дохід на одне домашнє господарство  становив 85 008 доларів США (медіана — 74 274), а середній дохід на одну сім'ю — 90 061 долар (медіана — 78 386). Медіана доходів становила 61 896 доларів для чоловіків та 39 828 доларів для жінок. За межею бідності перебувало 8,8 % осіб, у тому числі 10,0 % дітей у віці до 18 років та 8,1 % осіб у віці 65 років та старших.
Цивільне працевлаштоване населення становило 7301 особа. Основні галузі зайнятості: освіта, охорона здоров'я та соціальна допомога — 26,9 %, роздрібна торгівля — 11,8 %, виробництво — 10,9 %.